# دینامیت دست‌ساز
 «دینامیت دست‌ساز» (به انگلیسی: Homemade Dynamite) ترانه‌ای از خواننده نیوزیلندی لرد از آلبوم دوم خود ملودراما (۲۰۱۷) است. او آهنگ را با تو لو، Jakob Jerlström Ludvig Sderderberg نوشت و آن را با Frank Dukes و تهیه‌کننده آواز Kuk Harrell تولید کرد. منتقدین ترانه را به عنوان یک آهنگ متوسط آراندبی و سینث پاپ با جلوه‌های صوتی، سازهای کوبه‌ای، گوش‌ربا و استاکاتو توصیف کردند. در اشعار، لرد در مورد داشتن احساس سرخوشی در یک مهمانی در خانه با دوستان صحبت می‌کند.

## ریمیکس

### ریمیکس خالید، پست مالون و سزا
در ۱۶ سپتامبر ۲۰۱۷، نسخهٔ ریمیکس این ترانه منتشر شد.